# Појана Цапулуј (Прахова)
Појана Цапулуј (рум. Poiana Țapului) насеље је у Румунији у округу Прахова у општини Буштени. Oпштина се налази на надморској висини од 843 m.

## Становништво
Према подацима из 2002. године у насељу је живело 2750 становника.

### Попис2002.
| Расподела становништва по националности 2002.‍ | Расподела становништва по националности 2002.‍ | Расподела становништва по националности 2002.‍ | Расподела становништва по националности 2002.‍ | Расподела становништва по националности 2002.‍ |
| --------------------------------------------- | --------------------------------------------- | --------------------------------------------- | --------------------------------------------- | --------------------------------------------- |
|                                               |                                               |                                               |                                               |                                               |
| Румуни                                        | Румуни                                        |                                               | 2.723                                         | 99,3%                                         |
| Мађари                                        | Мађари                                        |                                               | 6                                             | 0,2%                                          |
| Роми                                          | Роми                                          |                                               | 13                                            | 0,5%                                          |